# Mycomya sus
Mycomya sus är en tvåvingeart som beskrevs av Vaisanen 1996. Mycomya sus ingår i släktet Mycomya och familjen svampmyggor.
Artens utbredningsområde är Nepal. Inga underarter finns listade i Catalogue of Life.